# ليوناردو بيانكي
ليوناردو بيانكي (بالإيطالية: Leonardo Bianchi)‏ (و. 1848 – 1927 م) هو سياسي، وأستاذ جامعي، وطبيب أعصاب، من مملكة إيطاليا، توفي في نابولي، عن عمر يناهز 79 عاماً.

## مناصب
تولى منصب minister of Public Education of the Kingdom of Italy ‏ (28 مارس 1905–24 ديسمبر 1905).

## مناصب وهيئات
أدار جامعة باليرمو.